# بابنا
بابنا هي بلدية تقع في مقاطعة أرغيس في رومانيا.